# Club Ourense Baloncesto
El Club Ourense Baloncesto és un club de bàsquet de la ciutat d'Ourense (Galícia).

## Història
El club nasqué l'any 1979 amb el nom de Club Bosco-Salesianos. L'any 1987 adoptà el nom de Club Ourense Baloncesto. El club jugà a Tercera divisió fins a la temporada 1983-84 on ascendí a Segona divisió. El 1985-86 tornà a ascendir a Primera divisió i el 1988-89, després de vèncer el Caja Madrid assolí l'ascens a la lliga ACB. Romangué en aquesta categoria fins al 1997-98, arribant a jugar dos play-off pel títol. Jugà a la lliga LEB, ascendint de nou a l'ACB el 1999-00, però retornà a la LEB Or el 2001-02, passant més tard a LEB Plata on romangué fins al 2009-10, any en què ascendí a la lliga LEB Or, de nou.
Els nom del club per patrocini han estat:
- 1980-81 Aspol
- 1981-83 Fajauto
- 1983-84 Ouro Ribeiro
- 1984-91 Caixa Ourense
- 1991-95 Coren
- 1995-98 Xacobeo 99
- 1998-08 Club Ourense Baloncesto
- 2008-09 Ourense Grupo Juanes